# Зоряні війни. Епізод III: Помста ситхів (роман)
Зоряні війни. Епізод III: Помста ситхів (англ. Star Wars Episode III: Revenge of the Sith) — фантастичний роман, написаний Метью Стовером. Вийшов у квітні 2005 року у видавництві Del Rey. Сюжет роману базується на сценарії однойменного фільму. Існує аудіоверсія роману. 
Зміст книги майже повністю відповідає змісту фільму, проте в романі є кілька сцен, які не увійшли до фільму (наприклад, поява командира крейсера «Чесність» Лорта Ніди під час битви за Корусант), і немає деяких епізодів з фільму (наприклад, битви за Кашиїк). У романі присутні всі вирізані сцени з фільму, що стосуються засновників Альянсу повстанців, крім того, в ньому часто згадуються події попередньої книги «Лабіринт зла», що незвично для новелізації.

## Появи

### Персонажі
- Аген Колар
- Аск Аак
- Бана Бріму
- Бейл Престор Органа
- Беру Ларс
- Ві Малрокс
- Гіддеан Дану
- Граф Дуку
- Грегар Тайфо
- Грівус
- Йода
- Кіт Фісто
- Клон маршал коммандер Коді
- Мас Амедда
- Мейс Вінду
- Мон Мотма
- Моті
- Нут Ганрей
- Обі-Ван Кенобі
- Оппо Ранцісис
- Оуен Ларс
- Падме Амідала Наберріє
- Палпатин
- Пло Кун
- Примара Сили Квай-Гон Джинна
- Рун Хаако
- Сейт Пестаж
- Слай Мур
- Стасс Алліє
- Сен Хілл
- Сесі Тійн
- Тарка-Нуль
- Терр Таніль
- Тундра Доумея
- Вілхафф Таркін
- Уот Тамбор
- Фенг Зар
- Чі Іквей Папаноїда
- Шаак Ті
- Шу Май
- Елле
- Енакін Скайуокер
- Юрокк

### Істоти
- Еопі
- Гулаар
- Варактил

### Дроїди
- Бойові дроїди
  - Дроїдека
- Дроїди-астромеханіки
  - R2-D2
  - R4-G9
  - R4-P17
- Протокольні дроїди
  - C-3PO
- Дроїд-танк ІГ-227 типу «Вогнений град град»

### Мови
- Основна галактична мова

### Місця
- Корусант
  - Дім 500 на Республіканскій вулиці
- Мустафар
- Набу
- Тід
- Орд Мантелл
- Поліс-Масса
- Татуїн
  - Юндленський пустир
- Утапау
- Пау
- Система Івлландр

### Організації
- Конфедерація Незалежних Систем
- Галактична Республіка

### Раси
- Люди
- Калишці
- Утапаунці
- Вукі
- Забраки
- Пау'ани

### Транспорт
- АІР-170
- АТ-СТ
- Авіаносець/руйнівник типу «Провидіння»
  - «Неозора далечінь»